# Neudorfer Schäferteich
Der Neudorfer Schäferteich, auch Neudorfer kleiner Teich 2, ist ein Stauteich im mittleren Unterharz in Neudorf, Sachsen-Anhalt und eine der zwei Vorsperren des Kunstteichs Neudorf. Der ehemalige Teich ist Teil des Unterharzer Teich- und Grabensystems.

## Beschreibung
Der Neudorfer kleine Teich 2 wurde um 1811 errichtet, als damals erste Vorsperre des Kunstteich Neudorf. Bis 1902 wurde der Teich als Kunstteich verwendet – etwa 50 Jahre vor dem Neudorfer kleinen Teich 1. Als einziger der Teich des Unterharzer Teich- und Grabensystems hatte dieser Teich keine Verbindung mit dem Silberhütter Kunstgraben und gehört nur auf Grund seiner Funktion als Vorsperre zum Verbundsystem. Der Teich wurde abgelassen. Der Zeitpunkt der Aufgabe und der Grund dafür sind nicht bekannt.
Mittlerweile ist der Teich wieder wasserführend und verfügt über ein Stahlrohrleitung als Überlauf, wird offenbar aber ohne Grundablass und Hochwasserentlastungsanlage betrieben. Der Umbau erfolgte möglicherweise im Zusammenhang mit der Sanierung des Neudorfer neuen Teiches.
Der Neudorfer kleine Teich 2 ist stark verlandet, weitgehend versumpft und hat nur noch geringe offene Wasserflächen. Weite Teile des Teichs sind mit Schachtelhalmen überwuchert.

## Zu- und Abfluss

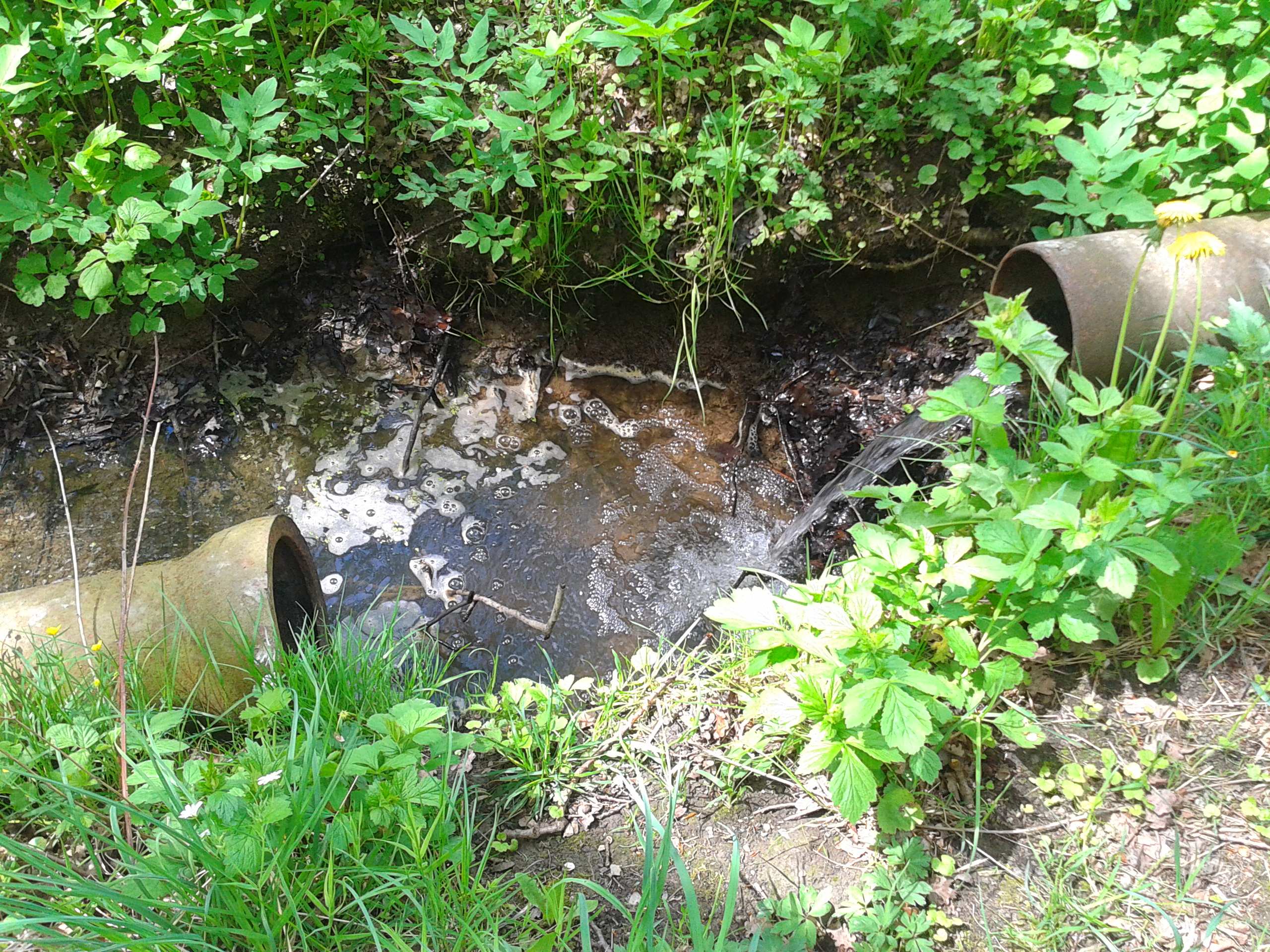
Überlauf im Jahr 2012

Aufgestaut wird der Alter Teichgraben Neudorf, der im Forstpark nahe der Kreuzzug von Haupt- und Hinterstraße in Neudorf entspringt. Der Teichgraben führt nicht das ganze Jahr über Wasser und ist nur wenige hundert Meter lang. Die Flussordnungszahl ist 7.
Der Überlauf des Neudorfer kleinen Teich 2 ist seit mindestens 2011 beschädigt – die Rohrleitung ist auseinandergefallen. Das Wasser fließt nun nicht mehr direkt in den Neudorfer neuen Teich, sondern in einen kurzen Bachlauf, der wenige Meter später in den Neudorfer neuen Teich mündet.